# US Yatenga Ouahigouya
US Yatenga Ouahigouya is een Burkinese voetbalclub uit de stad Ouahigouya.
De club ontstond na een fusie tussen Stade Yatenga en een kleinere club. De naam Yatenga komt van de gelijknamige provincie waarin de stad Ouahigouya zich bevindt. In 2005 promoveerde de club naar de hoogste klasse en is een van de weinige clubs buiten de grote steden Ouagadougou en Bobo-Dioulasso die in de hoogste klasse speelt.